# Діагностичний перитонеальний лаваж

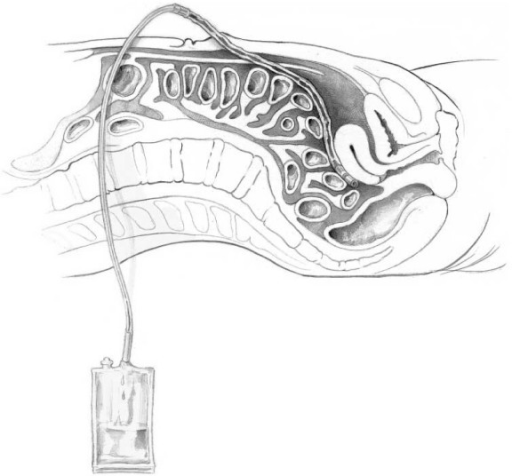
Діагностичний перитонеальний лаваж. Після введення фізіологічної рідини в черевну порожнину мішок кладуть на підлогу, щоб дозволити інтраабдомінальній рідині повернутися до нього. Для адекватного зразка потрібно 30% початкової кількості введеної рідини.

Діагностичний перитонеальний лаваж (ДПЛ)— це екстрена хірургічна процедура, яка використовується з діагностичною метою, для виявлення крові в черевній порожнині та визначення необхідності проведення лапаротомії після травми живота. Спеціальний катетер вводять у черевну порожнину з подальшою аспірацією її вмісту (часто після введення та розчинення такого вмісту кристалоїдним розчином).
Діагностичний перитонеальний лаваж є найбільш корисним у гемодинамічно нестабільних пацієнтів із тупою травмою живота або в пацієнтів із проникаючим пораненням. ДПЛ може бути корисним і для оцінювання стану органів черевної порожнини у гемодинамічно стабільних пацієнтів, якщо метод FAST і КТ недоступні. Коли КТ та/або FAST доступні, ДПЛ використовують рідко, оскільки метод є інвазивним і потребує хірургічного досвіду.
Процедуру вперше описав у 1965 році Хаузер Рут.

## Переваги та недоліки процедури
Перевагами процедури є:
- Раннє оперативне визначення;[1]
- Виконується швидко;[1]
- Може виявити пошкодження кишки;[1]
- Немає необхідності транспортування з реанімаційної зони;[1]

Недоліками процедури є:
- Інвазивний метод;[1]
- Ризик ятрогенної травми, пов'язаної з процедурою;[1]
- Потрібна декомпресія шлунка та катетризація сечового міхура для профілактики ускладнень;[1]
- Процедура не може повторювитися декілька разів;[1]
- Заважає інтерпретації при наступному обстежені КТ або FAST;[1]
- Низька специфічність;[1]
- Метод може пропустити травми діафрагми;[1]

ДПЛ потребує декомпресії шлунка та сечового міхура для запобігання ускладнень.
Заочеревинні ушкодження товстої кишки можуть бути не виявлені під час виконання ДПЛ.
ДПЛ має низьку специфічність, виявляючи багато пошкоджень з кровотечею, що не потребують хірургічного втручання, що призводить до високого показника негативних результатів лапаротомії. ДПЛ є інвазивним методом, оскільки під час процедури існує ризик ятрогенного пошкодження органів черевної порожнини. ДПЛ також не дозволяє виявити заочеревинні ушкодження. Тим не менш, ДПЛ є більш чутливим для діагностики ушкодження брижі, діафрагми та порожніх органів, ніж E-FAST, тому що ці ушкодження (і менший обсяг крововиливу, якими вони супроводжуються) важче візуалізувати на знімках.

## Покази
У пацієнтів із порушеннями гемодинаміки необхідно оперативно виключити наявність кровотечі в черевній порожнині методом FAST або ДПЛ. Гемодинамічно нестабільні пацієнти з множинними тупими травмами мають бути негайно обстежені на наявність внутрішньочеревної кровотечі або забруднення вмістом шлунка або кишки.
Основними показами до проведення процедури є:
- Аномальна гемодинаміка в разі тупої травми живота;[1]
- Проникаюча травма живота без інших показань до негайної лапаротомії;[1]
- Множинна травма з шоком неясної етіології, особливо у пацієнтів з сумнівними даними фізикального дослідженням живота (наприклад, через змінений психічний статус внаслідок травми голови, інтоксикацію, травму спинного мозку або інші відволікаючі болючі ушкодження).[3]

У поодиноких випадках ДПЛ показаний при доступній візуалізації, наприклад, при гіпотонії у поєднанні з нечітким результатом дослідження E-FAST, або якщо результати дослідження показують наявність в порожнині малого тазу вільної рідини, яка скоріше є асцитом, а не кров'ю, за відсутності видимих пошкоджень паренхіматозних органів.

## Протипоказання
Єдиним протипоказанням до проведення ДПЛ є наявність очевидних показань до лапаротомії (наприклад, вогнепальне поранення черевної порожнини або бічної та здухвинної ділянки живота, інші проникні ушкодження черевної порожнини з шоком, евісцерацією, пронизанням сторонніми предметами).
Відносними протипоказаннями до ДПЛ є попередні операції на черевній порожнині, морбідне ожиріння, прогресуючий цироз і наявність коагулопатії.

## Техніка виконання
Найбільш поширеними методами ДПЛ є:
- Закритий доступ. Через шкіру проводиться введення голки в черевну порожнину з подальшою катетеризацією за провідником (методика Селдінгера);[3]
- Напіввідкритий доступ. Розсічення до (а іноді і крізь) піхви прямого м'яза живота з подальшим введенням голки та катетера в черевну порожнину;[3]
- Відкритий доступ (міні-лапаротомія). Хірург розсікає черевну стінку для безпосередньої візуалізації очеревини, розсікає її щоб ввести катетер.[3]

Відкритий, напіввідкритий або закритий (за Сельдінгером) інфрапупковий метод допускається до виконання лише кваліфікованими медичними працівниками.
У пацієнтів із переломами кісток таза перевагу надають відкритому надпупковому доступу, щоб уникнути проникнення в передню передочеревинну гематому таза. У пацієнтів із явною вагітністю використовується відкритий надпупковий доступ, щоб уникнути пошкодження збільшеної матки.
Після створення хірургічного доступу та введення катетера в черевну порожнину, проводиться перітоніальний лаваж — якщо кров не аспірована, під'єднується мішок з теплим розчином для промивання до катетера за допомогою трубки від системи для внутрішньовенного вливання і дають рідині текти в черевну порожнину. Вводять 1 літр дорослим та 10 мл/кг дітям. Відразу після введення рідини, опускають практично порожній пакет із розчином набагато нижче за рівень живота і дають рідині повернутися назад у мішок. Об'єм рідини в 250 мл буде достатнім, але краще заповнити якнайбільше. Отримана рідина відправляється на аналіз.
Якщо відтік рідини слабкий, можливо сальник блокує отвори катетера. Відтік рідини можуть покращити пальпація черевної порожнини, зміна положення пацієнта для покращення потоку промивної рідини або невелика зміна положення катетера.

## Оцінка результату процедури
Аспірація шлунково-кишкового вмісту, рослинних волокон або жовчі через промивний катетер потребує проведення лапаротомії. Аспірація 10 см3 або більше крові в гемодинамічно нестабільних пацієнтів потребує лапаротомії.
Перітоніальний лаваж є позитивним у наступних випадках:
- Позитивним результатом вважається початкова аспірація > 10 мл видимої крові;
- > 100 x 106 еритроцитів/л (> 100 000 еритроцитів в мм3) при тупій травмі;
- > 10 x 106 еритроцитів/л (> 10 000 еритроцитів в мм3) при проникаючій травмі;
- > 0,5 x 106 еритроцитів/л (> 500 еритроцитів в мм3);
- Рівень амілази ≥ 2,92 мккат/л (≥ 175 Од/л);
- Рівень лужної фосфатази ≥ 0,05 мккат/л (≥ 3 Од/л);
- Позитивний результат фарбування за Грамом;
- Наявність кишкового вмісту або частинок їжі;

Негативний результат лаважу не виключає пошкодження інших солідних органів, перфорації внутрішніх органів, розривів діафрагми або пошкодження заочеревинного простору.

## Ускладнення
Найчастіше ускладненням процедури є:
- Утворення вентральних грижі через розріз;[3]
- Пошкодження органів та/або судин голкою або катетером;[3]
- Інфекція черевної порожнини;[3]
- Крововиливи в черевну порожнину;[3]
- Підшкірна кровотеча та/або гематома;[3]